# Едуард IV

Біла троянда — емблема Йорків.

Едуа́рд IV (англ. Edward IV Plantagenet; 28 квітня 1442 — 9 квітня 1483) — перший король Англії (1461—1470, 1471—1483 роки) з династії Йорків.

## Коротка біографія
Старший син Річарда, герцога Йоркського й Сесилії Невілл, брат Річарда III. Після смерті батька у 1460 році успадкував його титули графа Кембриджа, Марча й Ольстера та герцога Йоркського, очоливши партію Білої троянди. У 1461 році у віці вісімнадцяти років здійнявся на англійський трон за підтримки Річарда Невілла, графа Воріка. Того ж року йоркісти здобули перемоги під Мортімерс Кросс та під Таутоном. У результаті останньої основні сили ланкастерців були розбиті, а король Генріх VI і королева Маргарита втекли з країни (король невдовзі був упійманий та ув'язнений у Тауері).
Активні бойові дії відновились 1470 року, коли граф Ворік («Творець королів») і герцог Кларенс (молодший брат Едуарда IV), що перейшли на бік ланкастерців, повернули на престол Генріха VI. Едуард IV з іншим своїм братом герцогом Глостером втекли до Бургундії, звідки повернулись у 1471 році. Герцог Кларенс знову перейшов на бік брата — і йоркісти здобули перемоги під Барнетом і Тьюксбері. У першій з цих битв було вбито графа Воріка, в іншій загинув принц Едуард — єдиний син Генріха VI, — що разом зі смертю (імовірно, убивством) самого Генріха VI, яка сталась того ж року в Тауері, стало завершенням ланкастерської династії на англійському престолі.
Едуард IV правив аж до своєї смерті, що настала несподівано для всіх 9 квітня 1483 року, коли королем на короткий час став його син Едуард V.

## Родина
Був одружений з Єлизаветою Вудвіл (1437—1492). Діти:
- Єлизавета (1466—1503), у шлюбі з королем Англії Генріхом VII;
- Марія (1467—1482);
- Сесілія (1469—1507);
- Едуард V (1470—1483?), король Англії;
- Річард (1473—1483?);
- Анна (1475—1511);
- Катерина (1479—1527);
- Бриджит (1480—1517).

Король був палким прихильником жінок й, окрім офіційної дружини, був таємно заручений ще з однією чи кількома жінками, що надалі дозволило королівській раді проголосити його сина Едуарда V незаконнонародженим та разом з іншим його сином ув'язнити в Тауері.